# Opera dei congressi e dei comitati cattolici
La Opera dei congressi e dei comitati cattolici, en español Obra de los congresos y de los comités católicos, a menudo abreviadamente Opera dei congressi (Obra de los congresos) y frecuentemente solo la Opera, fue una organización católica italiana fundada en 1874 y disuelta en 1904.

## Historia

### Fundación y organización
El 2 de octubre de 1871, los católicos reunidos en Venecia, próxima la celebración del  300º aniversario de la batalla de Lepanto (7 de octubre de 1571), anunciaron la formación de un comité promotor del I Congreso católico italiano. Las reuniones se celebraron entre el 12 y el 26 de junio de 1874. El año siguiente, en el II Congreso (Florencia 1875) se anunció oficialmente la constitución de la «Opera dei Congressi Cattolici in Italia» (denominación que se mantuvo hasta 1881, año en que pasó a denominarse Opera dei Congressi e dei Comitari Cattolici).
| La Obra de los Congresos y de los Comités Católicos se constituye con el fin de reunir a los Católicos y a las Asociaciones Católicas de Italia, en una acción común y coordinada, para la defensa de los derechos de la Santa Sede, y de los intereses religiosos y sociales de los italianos, conforme a los deseos y los alientos del sumo pontífice, y bajo los auspicios del Episcopado y del Clero. |
| Art. 1 del Estatuto de la Obra de los congresos |

El objetivo básico de la organización era proteger los derechos de la Iglesia, reducidos al mínimo después de la unificación italiana, y promover las obras cristianas de caridad (después de su disolución, impuesta por la legislación antieclesiástica) mediante la coordinación de las actividades promovidas por las asociaciones católicas En política, la organización respetaba la prohibición pontificia contenida en el non expedit . 
Como centro de impulso del catolicismo a nivel nacional, la Opera promovió la coordinación entre las asociaciones católicas preexistentes, nacidas a nivel regional, que se expandieron hasta el punto de traspasar las fronteras de los estados que existían antes de la unificación. Publicó un boletín oficial, el semanario Il Movimento Cattolico, cuyo primer número salió el 1 de enero de 1880.
La Obra de los Congresos estaba organizada de un modo jerárquico y centralizado, con sede central en Venecia y una estructura periférica articulada en comités regionales, diocesanos y parroquiales; convocaba periódicamente los propios congresos nacionales, en los que se discutían las cuestiones de mayor relevancia para el movimiento católico. En el 1881, en el congreso de Bolonia, la Opera asumió el nombre definitivo. En seguida conoció un rápido desarrollo, sobre todo en Lombardia y en el Veneto, promoviendo una vasta actividad económica y social con la fundación de cajas rurales, sociedades de socorro mutuo y cooperativas. 

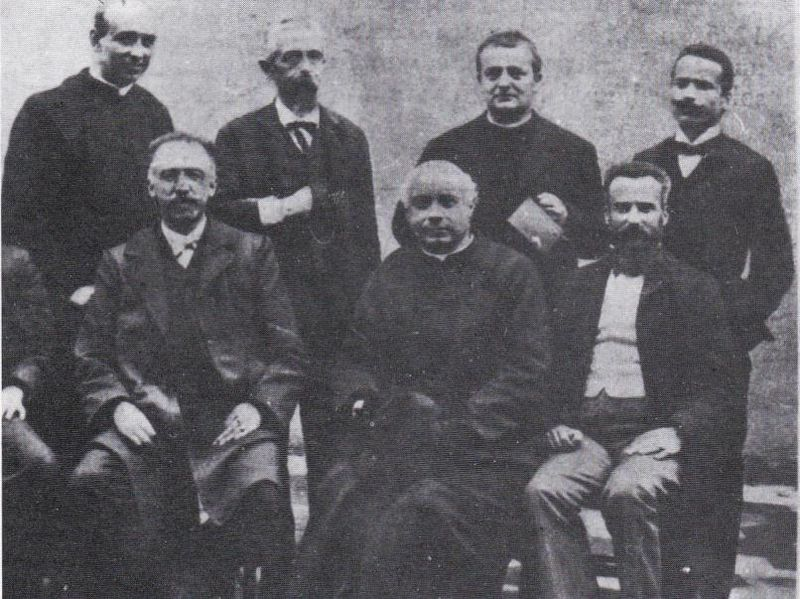
La presidencia del II Comité General de la Obra de los Congresos. Sentados de izquierda a derecha: Stanislao Medolago Albani, Giorgio Gusmini, Giovanni Grosoli. De pie, en el mismo orden: G. Daelli, Giuseppe Toniolo, G. Faraones y Arquímedes Pasquinelli.

El grupo dirigente estaba formado por un Comité general permanente, cuya actividad se organizó en el 1887 (congreso de Lucca) en cinco secciones: 
- I) Organización (dirigida por Giovanni Battista Paganuzzi);
- II) Economía social (por Stanislao Medolago Albani);
- III) Educación (por monseñor Giacomo Radini-Tedeschi);
- IV) Prensa (por don Francesco Pesares); V) Arte (por Maurizio Dufour).[5]

Otras conocidas personalidades trabajaron también en la dirección de la Opera, así:  el periodista Giuseppe Sacchetti (1845-1906), el conde abogado Alberto de Mojana (1835-1909), los sacerdotes y hermanos Scotton, Jacopo (1834-1909), Andrea (1838-1915) y Gottardo (1845-1916).

### Crecimiento y desarrollo
En el año 1887, 25º aniversario del nombramiento como obispo del papa León XIII, la Opera promovió una petición al Parlamento para la conciliación y la independencia del pontífice. Se recogieron para ello más de medio millón de firmas.
En los siguientes años la acción propagandística efectuada por las asociaciones católicas adheridas a la Opera obtuvo resultados significativos. En el XV Congreso (Milán, 30 agosto – 3 de septiembre de 1897), se facilitaron  los siguientes dados: 1.830 nuevos comités parroquiales; 310 nuevas secciones juveniles; 160 nuevas cajas rurales; 223 nuevas sociedades obreras; 33 periódicos y 16 círculos universitarios. El Congreso del 1897 fue el primero en obtener una cierta resonancia en la opinión púbica, con reflejo en  los órganos de prensa no católica: la prensa liberal publicó amplios informes, refiriendo los debates y las decisiones. Sobre la onda del éxito de este congreso nacieron dos nuevas revistas católicas: en octubre, Giovanni Battista Valente fundó en Génova «El Popolo italiano», y en el enero del 1898 salió a en Roma «Cultura sociale» de don Romolo Murri.
El 1898 fue un año crucial para todo el movimiento católico italiano. La represión de la revuelta de mayo de 1898 en Milán suscitó una fuerte impresión en las clases populares; la represión que  siguió golpeó simultáneamente a socialistas y católicos: también estos últimos fueron acusados de  preparar un complot  contra el Estado. Sobre las asociaciones de la Opera cayeron órdenes represivas del gobierno: fueron suspendidos  4 comités regionales, 70 comités diocesanos, 2.600 comités parroquiales, 600 secciones juveniles y 5 círculos universitarios; y muchos de sus periódicos fueron clausurados. En Milán quedaron disueltos por la autoridad civil todos los Comités Católicos (circular del 26 de mayo de 1898).

### Crisis y disolución
El 18 de enero de 1901 papa León XIII publicó la  encíclica Graves de communi re, dirigida a todas las asociaciones católicas; un año después, el 27 de enero de 1902, mediante el  motu proprio Nessuno ignora, insistía en las criterios que había marcado en la encíclica, aclarando el papel que debían desempeñar instituciones de la democracia cristiana debía tener un carácter apostólico, y en ningún caso de acción política; recordaba así mismo la vigencia de las disposiciones del non expedit.
En 1902 el presidente de la Obra de los Congresos, Giovanni Battista Paganuzzi, presentó su dimisión. Los tiempos estaban cambiando rápidamente y la consolidación de los movimientos cristiano-demócratas, favorables al alivio del non expedit, si no a su suspensión, desencadenó una crisis interior. Los demócratas cristianos conducidos por don Romolo Murri declararon preferir un acuerdo táctico con los socialistas antes que el apoyo de los liberales. Cuando el conflicto entre los dos entendimientos de la Opera se vio irresoluble, el papa Pío X decidió la disolución de la organización (28 de julio de 1904), a excepción de la II Sección permanente (Economía social).
Con la supresión de la Obra de los Congresos se produjo un vacío, que necesariamente debía ser llenado. En junio de 1905 el pontífice promulgó la encíclica Il fermo proposito, que impartía nuevas directrices para la labor del laicado italiano. La acción de las organizaciones de laicos católicos debía centrase en la formación espiritual; las demás iniciativas ya existentes (políticas, sindicales, sociales) debían quedar subordinadas a esta y sujetas a la autoridad de los obispos.
En sustitución de la Opera nacieron tres organizaciones distintas y estrechamente dependientes de la jerarquía eclesiástica:
- la Unión Popular de los Católicos de Italia, una sugerencia explícita de la encíclica Il fermo proposito;
- la Unión Económica Social de los Católicos Italianos (derivada directamente de la II Sección permanente, que mantuvo en la dirección a Stanislao Medolago Albani);
- la Unión Electoral Católica Italiana.

### Presidentes de las tres organizaciones católicas de laicos
| Unión Popular (1906-1922)                                            | Unión Económico-social (1906-1919)    | Unión Electoral Católica Italiana (1906-1919) |
| -------------------------------------------------------------------- | ------------------------------------- | --------------------------------------------- |
| Giuseppe Toniolo (1907-1908) Antonio Boggiano Pico (ad interin 1909) | Stanislao Medolago Albani (1906-1915) | Filippo Tolli (1906-1910)                     |
| Ludovico Necchi (1910-1912)                                          | Stanislao Medolago Albani (1906-1915) | Ottorino Gentiloni (1910-1915)                |
| Giuseppe De la Torre (1912-1920)                                     | Stanislao Medolago Albani (1906-1915) | Ottorino Gentiloni (1910-1915)                |
| Carlos Zucchini (1915-1919)                                          | Carlos Santucci (1915-1918)           |                                               |
| Bartolomeo Pietromarchi (1920-1922)                                  |                                       | Giorgio Montini (1918-1919)                   |

Durante el pontificado de Benedicto XV, se constituyó la Junta permanente de la Acción Católica (25 de febrero de 1915, presidente Giuseppe De la Torre, secretario don Luigi Sturzo). La autonomía del movimiento económico-social católico fue reconocida públicamente de Benedicto XV en 1919, después de la fundación de la Confederación italiana de los trabajadores (1918) y del Partido Popular Italiano (1919).

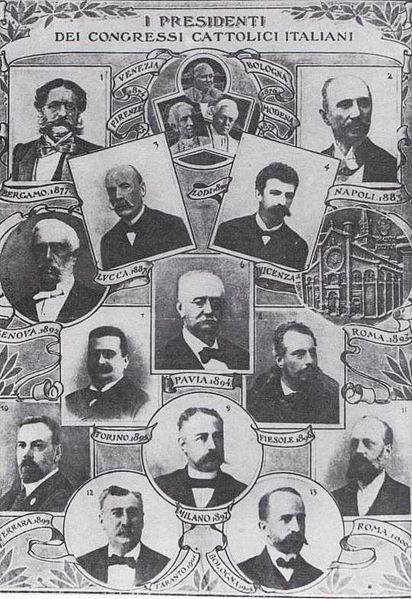
Los presidentes de la Opera dei Congressi

## Relación de los presidentes de laOpera
- (1874-1878) Giovanni Acquaderni
- (1878-1884) Scipione Salviati
- (1884-1889) Marcello Venturoli
- (1889-1902) Giovanni Battista Paganuzzi
- (1902-1904) Giovanni Grosoli

## Cronología de los congresos
Los congresos organizados de la Opera fueron los siguientes:
| - I. Venecia, 12-16 de junio de 1874 - II: Firenze, 22-26 de septiembre de 1875 - III: Bolonia, 9 de octubre de 1876 - IV: Bergamo, 10-14 de octubre de 1877 - V: Modena, 21-24 de octubre de 1879 - VI: Nápoles, 10-14 de octubre de 1883 - VII: Lucca, 19-23 de abril de 1887 - VIII: Lodi, 21-23 de octubre de 1890 - IX: Vicenza, 14-17 de septiembre de 1891 - X: Génova, 4-8 de octubre de 1892 | - XI: Roma, 15-17 de febrero de 1894 - XII: Pavia, 9-13 de septiembre de 1894 - XIII: Turín, 9-13 de septiembre de 1895 - XIV: Fiesole, 1-4 de septiembre de 1896 - XV: Milán, 30 agosto-3 de septiembre de 1897 - XVI: Ferrara, 18-21 de abril de 1899 - XVII: Roma, 1-5 de septiembre de 1900 - XVIII: Taranto, 2-6 de septiembre de 1901 - XIX: Bolonia, 10-13 de noviembre de 1903 - XX: Modena, 9-13 de noviembre de 1910 |

El III Congreso de Bolonía, tras las sesiones del primer día, fue suspendido por la autoridad civil